# Museo civico diocesano di Visso
Il Museo civico diocesano di Visso ha sede nell'ex-chiesa di Sant'Agostino in piazza Martiri Vissani. Il museo conserva una raccolta di opere d'arte sacra del territorio dell'Alto Nera riconducibili ad un arco di tempo che va dal XII al XVIII secolo.

## Storia del Museo
Dopo diversi furti di opere d'arte susseguitisi tra gli anni '60 e '70 del Novecento, l'allora sindaco di Visso Ado Venanzangeli, in collaborazione col parroco don Sante Eleuteri, raccolse nel 1972 molte opere d'arte provenienti dalle chiese del territorio dell'Alto Nera e dai comuni limitrofi. Le opere vennero collocate nei locali dell'ex-chiesa e convento di Sant'Agostino.
Negli anni successivi alcune opere d'arte furono restaurate grazie all'intervento della Soprintendenza ai Beni Storici ed Artistici di Urbino.
Nel 1983 il museo è stato aperto al pubblico allo scopo di valorizzare il patrimonio esposto ed avvicinare la comunità dei cittadini alla propria eredità culturale, come era nelle intenzioni originarie del sindaco Ado Venanzangeli.
In seguito al terremoto del 1997 il museo è stato chiuso, per poi essere riaperto nel 2004 con un nuovo allestimento espositivo, che non aveva tuttavia previsto gli spazi per i servizi di biglietteria, accoglienza e libreria. Il criterio di ordinamento era orientativamente cronologico, senza alcun riferimento ai contesti di provenienza delle opere negli apparati didattici.

## Sede
La chiesa di Sant’Agostino fu edificata nel 1338 ed è attigua alla Collegiata di Santa Maria, entrambe situate in Piazza dei Martiri Vissani.
Si tratta di un edificio gotico caratterizzato da una facciata cuspidata in pietra locale, con portale strombato ed arco ogivale, sormontato da rosone polilobato centrale. Internamente la chiesa si presenta a navata unica.
L’attiguo convento degli Agostiniani venne edificato insieme alla chiesa nel periodo compreso tra 1330 e 1340. Nel 1468 e nel 1503 il convento ospitò due Capitoli Generali dell’Ordine di Sant'Agostino. L’edificio fu restaurato più volte, la prima su progetto di Nicola da Gualdo Cattaneo nel 1524 e, in seguito, nel 1605 e nel 1739.
Con breve apostolico dell’8 aprile 1628 papa Urbano VIII ordinò il trasferimento del Seminario sacerdotale di Visso presso un’ala del convento degli Agostiniani. Questa venne appositamente ampliata con la costruzione di un corridoio ed aule con portali d’ingresso lapidei, nei cui architravi è scolpito il nome delle discipline che vi si insegnavano. Il portale d’ingresso al convento è decorato dallo stemma di papa Urbano VIII a memoria della fondazione del Seminario sacerdotale. Entrando da esso si accede al chiostro con quadriportico sorretto da pilastri lapidei.
Il complesso presenta inoltre un campanile che tra il 1610 e il 1628 fu modificato insieme al convento. La sacrestia, sulla quale sorge il campanile, fu inglobata alle mura cittadine.
A fronte delle disposizioni governative stabilite dalle Leggi eversive dell’asse ecclesiastico, nel 1860 il Seminario vissano fu chiuso e fino al 1901 il complesso fu sede del Ginnasio di Visso, che in seguito venne adibito a scuole elementari. Nel 1972 iniziò l’allestimento del museo che fu inaugurato nel 1983.
Nel novembre del 1999 il convento è stato restaurato a seguito dei danni del Terremoto di Umbria e Marche del 1997, grazie ad un progetto di consolidamento strutturale diretto dall’architetto Giovanni Brandizi.

## Collezione

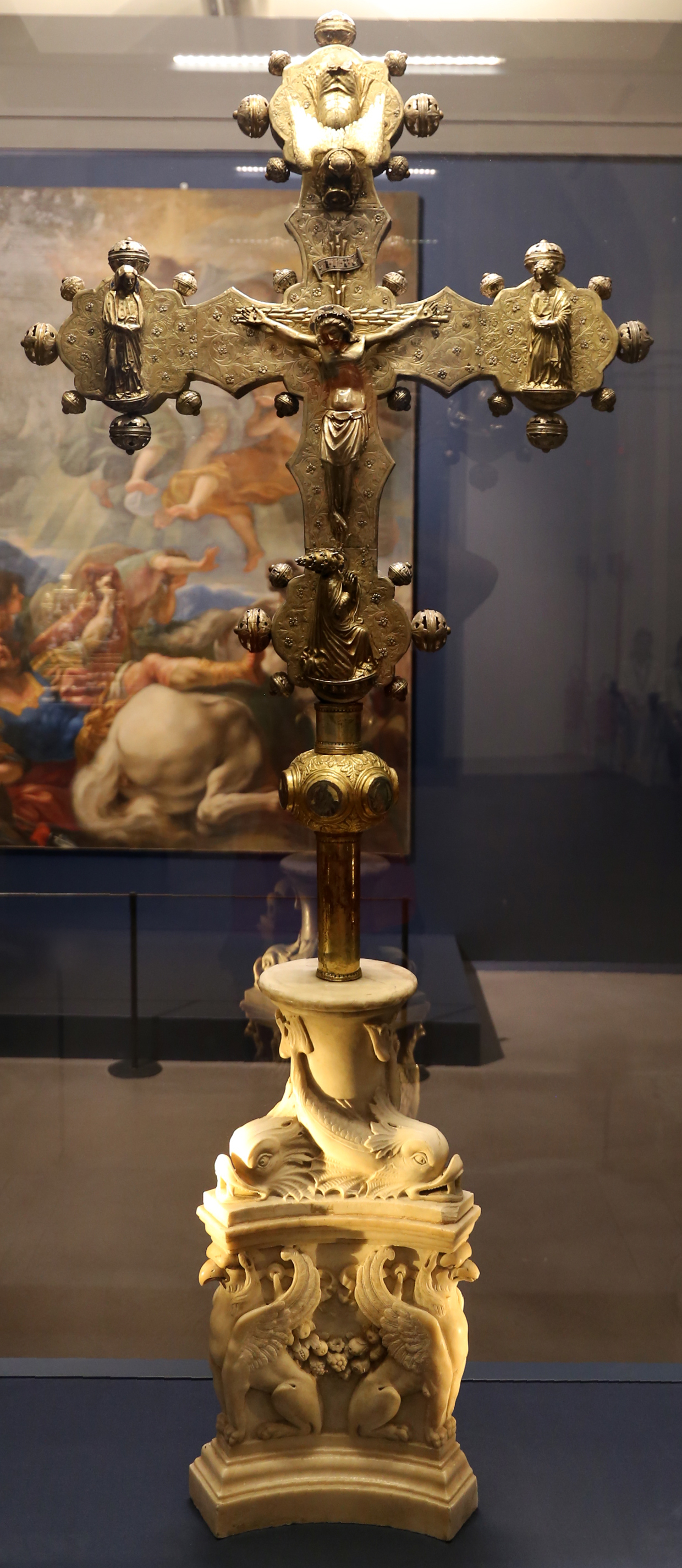
Orafo abruzzese, recto della Croce astile di San Marco, 1400-25 ca., argento dorato, rame e smalti su anima lignea

Nel museo sono conservate opere d’arte sacra provenienti dal territorio dell'alta Valnerina e collocabili tra il XII e il XVIII secolo.
La maggior parte delle opere esposte è di proprietà diocesana, come ad esempio il nucleo di sculture lignee e la gran parte dei dipinti.
Altre opere provengono, invece, dalla chiesa di San Francesco di Visso e sono, a seguito delle demaniazioni post-unitarie, di proprietà comunale. Di medesima proprietà sono anche le tavole seicentesche delle Dodici Sibille, firmate da Nicola Amatore da Jesi, che ornavano la sala consiliare del comune, e alcuni manoscritti autografi di Giacomo Leopardi.
L'arrivo di questi ultimi a Visso risale al 24 marzo 1868, quando l'allora sindaco Gian Battista Gaola Antinori li acquista per quattrocento lire da Prospero Viani, preside del Liceo Galvani di Bologna, che era in difficoltà economiche.
Tra le più interessanti opere:

### Orafo abruzzese,Croce astile di San Marco, primo quarto del XV secolo

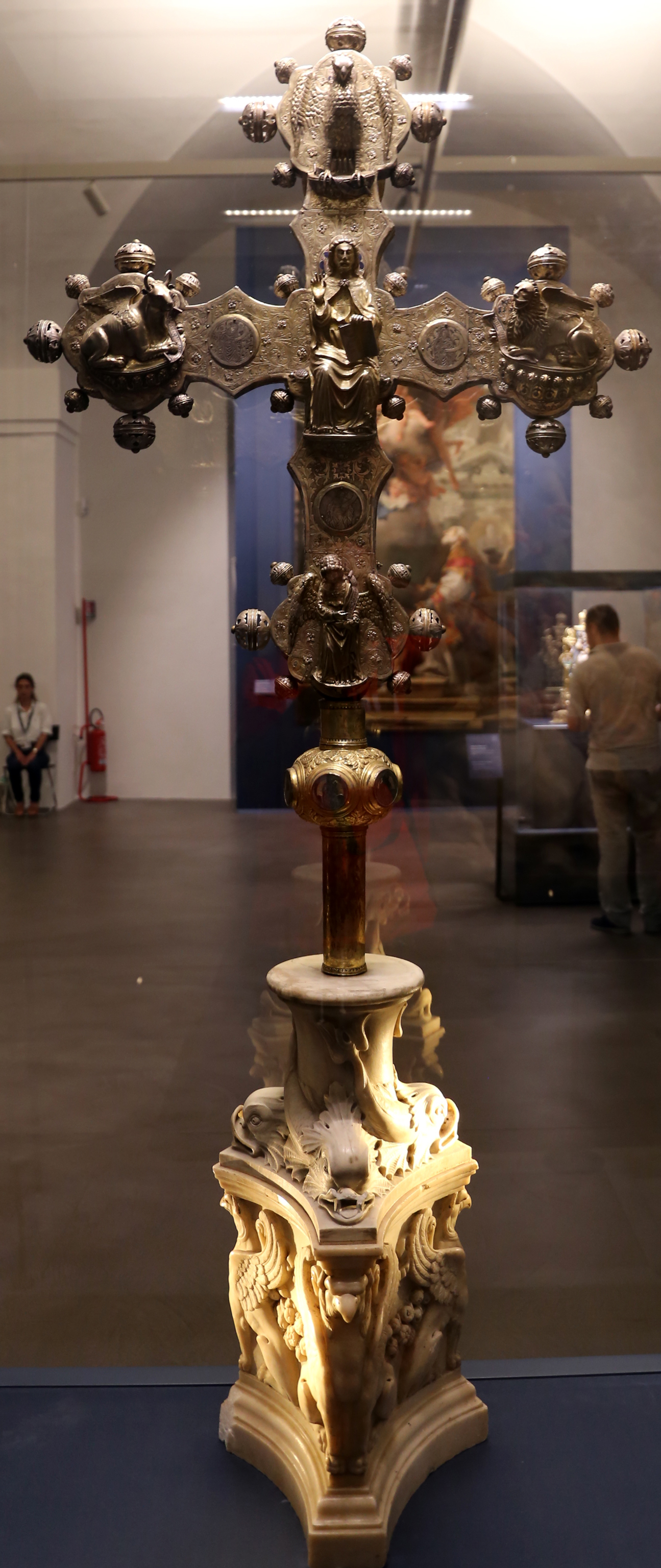
Orafo abruzzese, verso della Croce astile di San Marco, 1400-25 ca., argento dorato, rame e smalti su anima lignea

La croce astile è realizzata in lamina d’argento sbalzata, incisa, cesellata, parzialmente dorata su anima di legno, rivestita di argento dorato e decorata con placchette circolari in smalto traslucido. Proviene dalla Chiesa Collegiata di Santa Maria di Visso. Venne restaurata nel 1642 e poi nuovamente nel 1978 dopo un furto subito nel 1973.
Sul recto della croce, nei bracci laterali, sono raffigurati i Dolenti (San Giovanni Evangelista a sinistra, la Madonna a destra). Ai piedi del Cristo Crocefisso centrale c'è papa Gregorio XII adorante, mentre dal braccio superiore un angelo sta coronando Gesù.
Sul verso il Cristo Redentore al centro è circondato dai simboli dei quattro Evangelisti.
Gli studi più recenti sono concordi nel collocare l’autore in area abruzzese, ipotesi avvalorata dai motivi stilistici e decorativi che caratterizzano anche le croci sulmonesi tardo-trecentesche.
La datazione al primo quarto del XV secolo è comprovata dalla presenza dell’immagine di papa Gregorio XII sul recto. Visto che, a seguito della sua abdicazione, papa Gregorio XII offrì opere di oreficeria alle chiese marchigiane, è possibile che il pontefice sia anche il committente di questa croce.

### Paolo da Visso,Polittico di Nocelleto (Madonna in trono con Bambino e Santi), anni '70 del '400

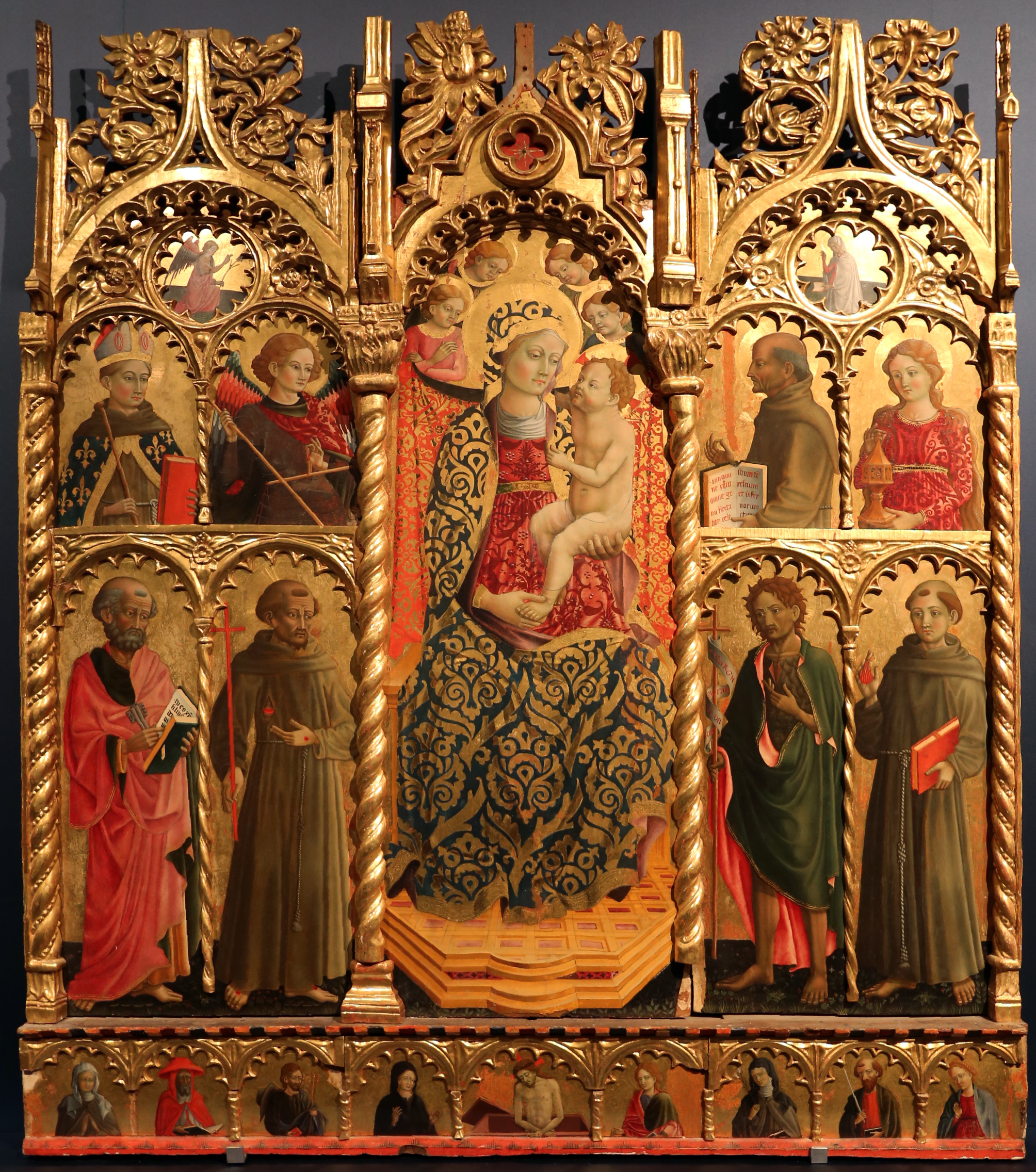
Paolo da Visso, Polittico di Nocelleto, 1470, tempera e oro su tavola, cm 215x215

L’opera, considerata una delle più rappresentative di Paolo da Visso, fu commissionata dai frati conventuali di Santa Maria in Castellare a Nocelleto di Castelsantangelo sul Nera negli anni ’70 del ‘400.
Al centro è rappresentata la Madonna col Bambino in trono, mentre negli altri scomparti sono raffigurati i maggiori santi dell’Ordine francescano (San Francesco, Sant’Antonio da Padova, San Bernardino da Siena e San Ludovico da Tolosa), cui si aggiungono altri santi come San Giovanni Battista, San Pietro, Santa Maria Maddalena e San Michele Arcangelo. Nella predella scorrono altri santi.
San Bernardino da Siena è rappresentato mentre regge un libro aperto e compie con una mano il gesto della perfetta argomentazione, che lo connota come efficace predicatore.

### Maestro della Madonna di Macereto,Madonna di Macereto, 1470 circa

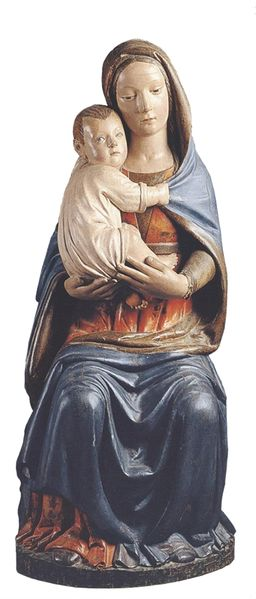
Maestro della Madonna di Macereto, Madonna di Macereto, 1470 circa, legno scolpito e dipinto, inserti in cuoio, tracce di doratura, h. 115 cm

La scultura viene realizzata per il Santuario di Macereto, a sostituzione di una statua già esistente, legata ad un'antica leggenda. In questa si narra che nel 1359, nel tragitto tra Toscana e Napoli, dei muli che trasportavano una statua raffigurante la Madonna, si fermarono sul pianoro di Macereto senza voler proseguire. Tale evento rese questo luogo sacro, tanto da provocare un’affluenza sempre maggiore di pellegrini. Nella seconda metà del '400 si sentì l’esigenza di sostituire l’immagine di culto con la statua che oggi è conservata nel museo.
La struttura lignea ritrae la Madonna seduta su un trono processionale con in braccio il Bambino. Entrambi sono visibilmente tristi e preoccupati per il destino che aspetta quest’ultimo.
L’opera viene datata agli anni ‘70 del ‘400 ed attribuita ad un anonimo Maestro della Madonna di Macereto, che alcuni tendono a identificare con Domenico Indivini da San Severino Marche ed altri con Lucantonio Barberetti da Camerino.

### Collezione diManoscritti Leopardiani

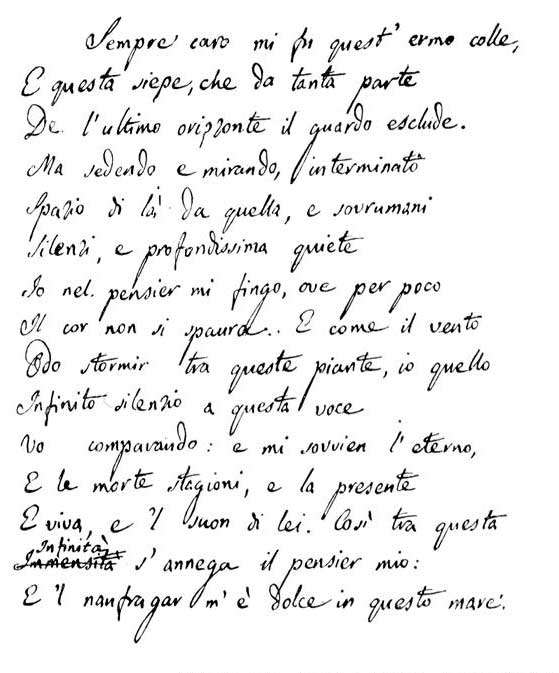
Giacomo Leopardi, L'Infinito, secondo manoscritto autografo, 1819.

Si tratta di ventisette autografi del poeta Giacomo Leopardi, tra cui sei Idilli (L'infinito, La sera del dì di festa, Le ricordanze, Alla luna, Il sogno, Lo spavento notturno, La vita solitaria, scritti nel 1825), cinque Sonetti (1826), l’Epistola al Conte Carlo Pepoli (1826), un Commento alle Rime del Petrarca (post 1826), e infine quattordici Lettere scritte tra il 1825 e il 1831 all’editore milanese Antonio Fortunato Stella.

## Terremoto

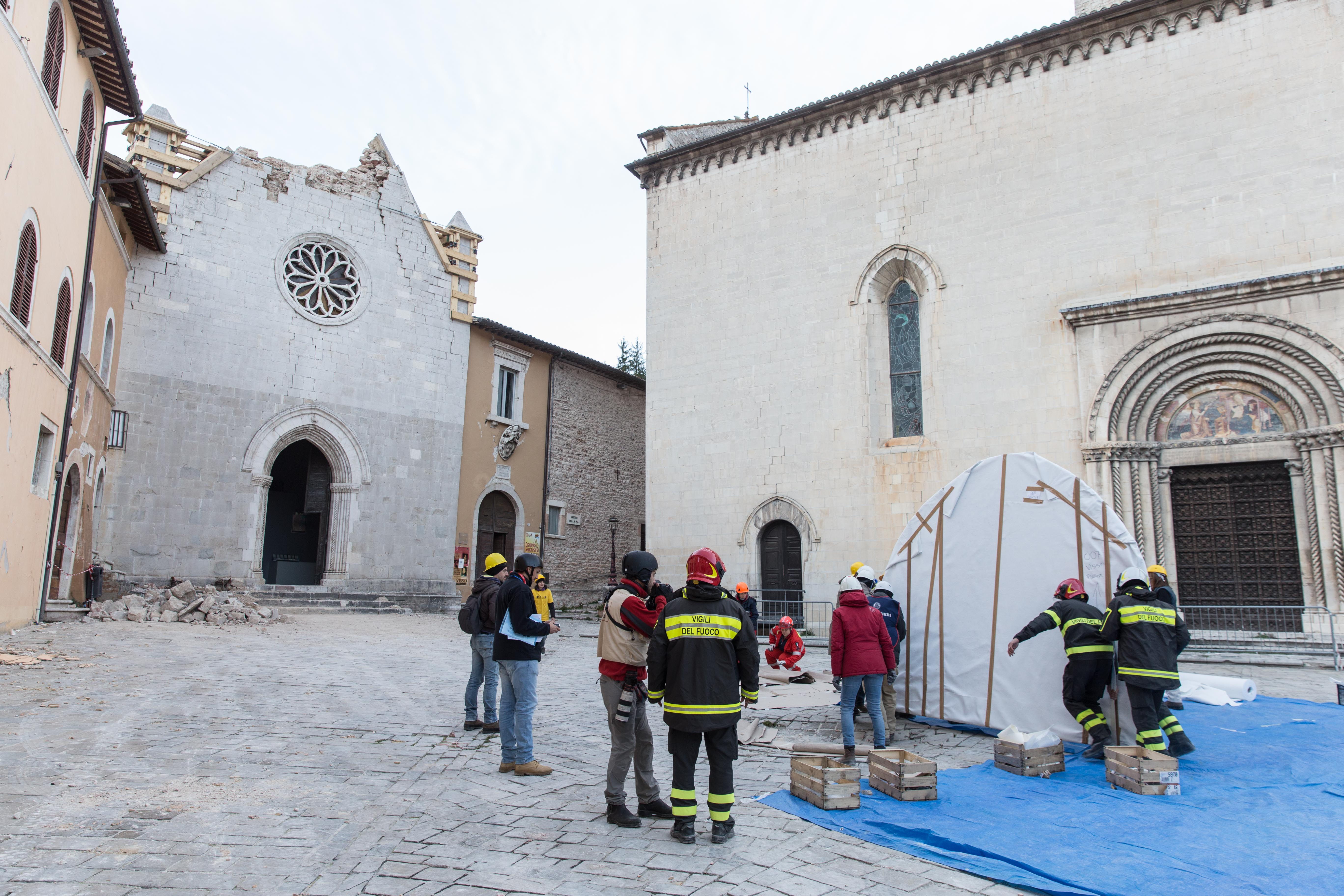
La Chiesa di Sant'Agostino e la Collegiata di Visso durante le operazioni di recupero e messa in sicurezza dei beni culturali.
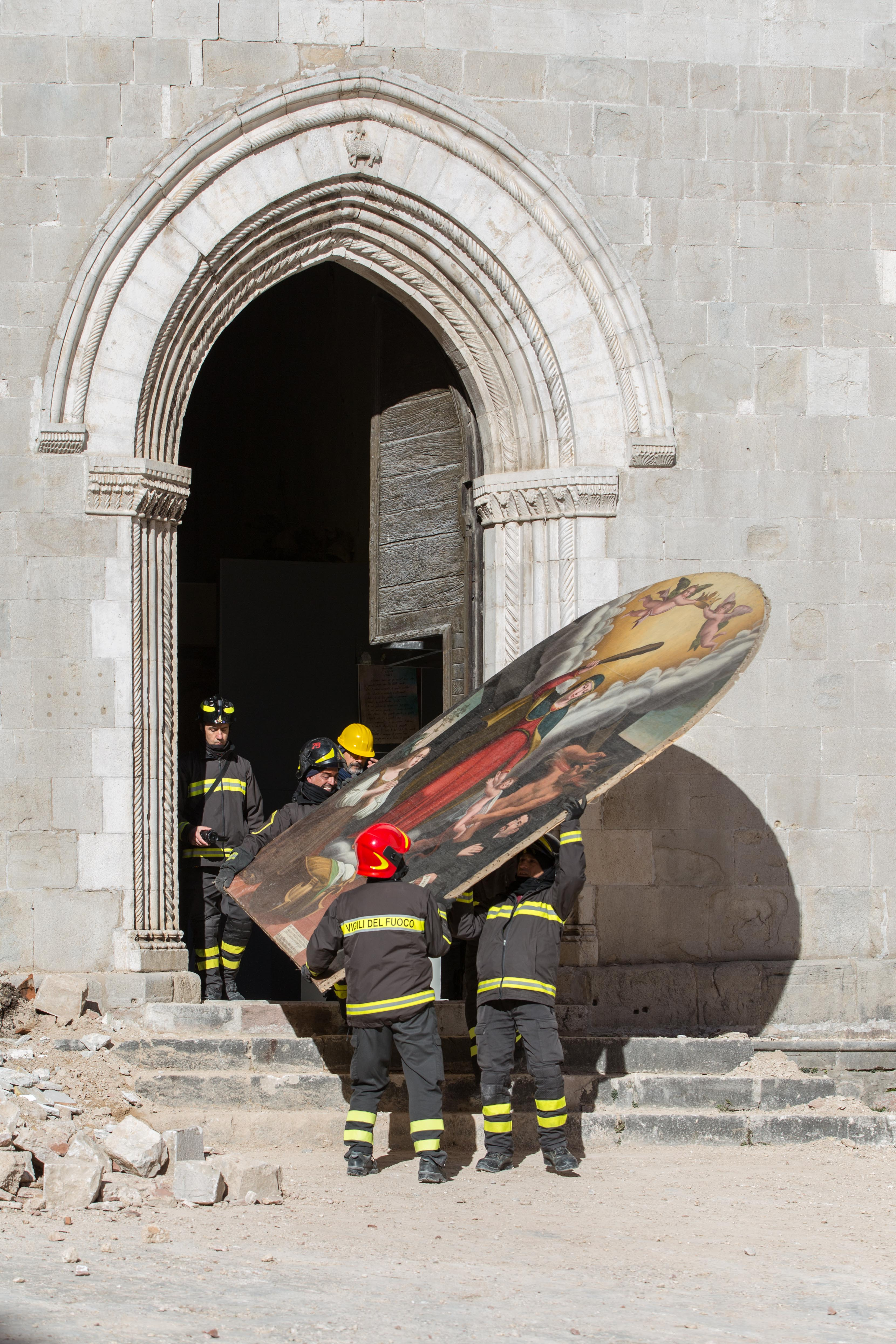
Visso durante le operazioni di recupero e messa in sicurezza dei beni culturali in seguito al sisma del 2016.

Il Terremoto del Centro Italia del 2016 e del 2017 ha provocato gravi danni all'edificio museale, pertanto i locali della chiesa e del convento agostiniano sono stati chiusi e la maggior parte delle opere è stata messa in sicurezza in un deposito a San Severino Marche, in attesa della fine dell'emergenza. Nel frattempo restauratori, storici dell’arte, architetti, tecnici di diversa provenienza, semplici operatori volontari della Protezione Civile della Regione Marche, hanno messo in sicurezza circa 300 opere d’arte recuperate tra le macerie dei crolli avvenuti nei comuni di Visso, Sarnano e Caldarola. Si è trattato di un lavoro rischioso, considerata la pericolosità di operare in “zona rossa” e per il continuo susseguirsi delle scosse sismiche.
Le pubbliche amministrazioni locali hanno ricevuto il supporto degli imprenditori del territorio con donazioni in denaro, vendita di prodotti locali e promozione del paesaggio attraverso i siti aziendali, ai fini dell'attuazione di un piano di ripresa economica post-sisma e di ripopolamento dei borghi.